# Eric Ericson (dyrygent)
Eric Gustaf Ericson (ur. 26 października 1918 w Borås, zm. 16 lutego 2013 w Sztokholmie) – szwedzki dyrygent chóralny i pedagog.

## Życiorys
W 1943 ukończył studia w Kungliga Musikhögskolan i Stockholm. Następnie studiował w Schola Cantorum Basiliensis w Szwajcarii oraz w Niemczech, Wielkiej Brytanii i Stanach Zjednoczonych . 
Znany z innowacyjnych metod nauczania i szerokiego zakresu repertuarowego. Przez 40 lat był głównym dyrygentem chóru Orphei Drängar na Uniwersytecie w Uppsali (1951–1991). Do 1982 był też chórmistrzem Chóru Szwedzkiego Radia (Radiokören), który powstał z jego inicjatywy w 1951. Od 1951 prowadził działalność pedagogiczną w macierzystej Kungliga Musikhögskolan i Stockholm, gdzie w 1968 powierzono mu katedrę dyrygentury chóralnej.
Założył Eric Ericson Chamber Choir i pracował jako dyrygent gościnny z wieloma chórami i zespołami kameralnymi, w tym Drottningholm Baroque Ensemble, Netherlands Chamber Choir, BBC Singers i paryskim Chœur de chambre Accentus . Łączył skandynawską tradycję chóralnej lekkości i czystości z rodzajem powściągliwej intensywności charakterystycznej dla chórów angielskich .
W 1983 Ericson otrzymał tytuł doktora honoris causa Wydziału Nauk Humanistycznych Uniwersytetu w Uppsali. W 1998, z okazji jego 80. urodzin, Swedbank ufundował Katedrę Chóralną Erica Ericsona na Uniwersytecie w Uppsali.
W 1991 został laureatem prestiżowej duńskiej Nagrody Fundacji Muzycznej Léonie Sonning. W 1995 zdobył nagrodę muzyczną Rady Nordyckiej, a w 1997 roku podzielił się nagrodą Polar Music z Bruce’em Springsteenem za „pionierskie osiągnięcia jako dyrygent, pedagog, inicjator artystyczny i inspirator szwedzkiej i międzynarodowej muzyki chóralnej”.
W 2003 z inicjatywy Ericsona odbyła się pierwsza edycja konkursu dla młodych dyrygentów chóralnych w wieku od 20 do 32 lat. Repertuar wybierano z zachodniej muzyki chóralnej, ze szczególnym uwzględnieniem współczesnej muzyki szwedzkiej. Nagrodą główną konkursu była Eric Ericson Award, na którą składała się gratyfikacja pieniężna wysokości 100 000 koron szwedzkich oraz zaproszenie do poprowadzenia Chóru Szwedzkiego Radia.  Pierwszymi laureatami byli Peter Dijkstra z Holandii (2003), Martina Batič ze Słowenii (2006) oraz Kjetil Almenning z Norwegii (2009).
Wiosną 2010 zdesakralizowany kościół położony na sztokholmskiej wyspie Skeppsholmen stał się siedzibą założonego 4 lata wcześniej Eric Ericson International Choral Centre, a sam budynek określa się mianem Eric Ericsonhallen.

## Nagrody i wyróżnienia
- 1983 – doctor honoris causa Wydziału Nauk Humanistycznych Uniwersytetu w Uppsali
- 1991 – Nagroda Fundacji Muzycznej Léonie Sonning (Dania)[6]
- 1995 – Komandor Orderu Sztuki i Literatury (Francja)[11]
- 1995 – nagroda muzyczna Rady Nordyckiej (Dania, Islandia, Nowergia, Szwecja, Finlandia)[2]
- 1997 – Polar Music Prize (Szwecja)[7]